# Le Vélo de Ghislain Lambert
Pour plus de détails, voir Fiche technique et Distribution.
Le Vélo de Ghislain Lambert est un film franco-belge réalisé par Philippe Harel, sorti en 2001.

## Synopsis
Au début des années 1970, Ghislain Lambert est un coureur cycliste belge, né le même jour qu'Eddy Merckx, qui a l'ambition de devenir un champion. Il parvient à intégrer une grande équipe, mais comme porteur d'eau. Déterminé dans son rêve de victoire et de gloire sportive, Ghislain Lambert attend impatiemment son tour, quitte à sauter le pas du dopage. Tout sera bon pour briller enfin.

## Fiche technique
Sauf indication contraire, les informations mentionnées dans cette section peuvent être confirmées par la base de données cinématographiques IMDb,  présente dans la section « Liens externes ».
- Titre français : Le Vélo de Ghislain Lambert
- Réalisateur : Philippe Harel
- Scénariste : Olivier Dazat, Philippe Harel et Benoît Poelvoorde
- Producteurs : Arnauld de Battice, Bertrand Faivre, Sylvain Goldberg, Adeline Lecallier, Alain Rocca
- Musique du film : Philippe Eidel
- Directeur de la photographie : Gilles Henry
- Montage : Bénédicte Teiger
- Distribution des rôles : Kadija Leclere, Stéphane Touitou, Annette Trumel
- Création des décors : François Emmanuelli
- Décorateur de plateau : Marie Cheminal, Jean-Noël Delalande, Ludovic Erbelding
- Création des costumes : Eve-Marie Arnault
- Ingénieur du son : Philippe Vandendriessche
- Coordinateur des cascades : Gilles Conseil
- Société de production : AF Production, Les Productions Lazennec, Studiocanal, TF1 Films Production
- Format : couleur - 2,35:1 - 35 mm - Son Dolby Digital
- Pays d'origine :  France,  Belgique
- Genre : comédie dramatique
- Durée : 119 minutes
- Dates de sortie :
  -  Espagne : 24 septembre 2001 (Saint-Sebastien Film Festival)
  -  Belgique : 24 octobre 2001
  -  France : 31 octobre 2001

## Distribution
- Benoît Poelvoorde : Ghislain Lambert
- José Garcia : Claude Lambert
- Daniel Ceccaldi : Maurice Focodel
- Sacha Bourdo : Denis
- Emmanuel Quatra : Riccardo Fortuna
- Jean-Baptiste Iera : Fabrice Bouillon
- Christelle Cornil : Babette
- Jacqueline Poelvoorde-Pappaert : Mme Lambert
- Fernand Guiot : M. de Kimpe
- Antoine de Caunes : le narrateur
- Frédéric Renson : Manu
- Pierre Martot : le médecin Epedex
- Serge Swysen : le médecin contrôleur
- Éric Naggar : le mage
- Michel de Warzée : M. Vandenbroek
- François Berland : l'animateur télé
- Fabian Lion : le cycliste suédois
- Bouli Lanners : un invité au mariage

## Analyse